# Sakesphorus
Sakesphorus là một chi chim trong họ Thamnophilidae.